# Eppertshausen
Eppertshausen är en kommun och ort i Landkreis Darmstadt-Dieburg i Regierungsbezirk Darmstadt i förbundslandet Hessen i Tyskland.